# Nut
Nut (staroegipatski: nwt, 'nebo') egipatska je božica neba, žena Geba, boga Zemlje. Majka je zvijezda i bogova Ozirisa, Izide, Seta i Neftis. Kći je Šua i Tefnut. Prostire se iznad Geba, a pridržava ju Šu. Nut je suprotnost drugim religijama gdje je nebo Otac Nebo.

## Mitologija
U jednom egipatskom mitu Egipćani su pripovijedali o tome kako su ljudi govorili da je Ra prestar za kralja. On je, za vrijeme svog vladanja, bio na Zemlji. Stoga je Ra poslao Hathor, božicu ljepote, svoje oko, da se pretvori u ratobornu lavicu Sekhmet i istjera ljude iz pustinje, no Ra je, ipak, spasio ljude. Preseljenje Ra u nebo omogućila je božica Nut, kad se pretvorila u govedo čim je Ra zamolio i tako je odvela Ra u nebo da iz njega može promatrati ljude i tu vladati. Otada se Sunce nalazi na nebu. Prije postanka sadašnjeg svijeta, Geb i Nut su bili zaljubljeni. Kad su rođeni, spolno su općili, a Šu i Ra su taj čin smatrali rodoskrvnućem. Ra se to uopće nije svidjelo, pa je naložio Šu da odvaja Nut od njezinog muža. Šu je izvršio zapovijed, ali nije mogao držati nebo zauvijek. Pomagao mu je bog vječnosti Huh (u ovom se primjeru isprepleću mit iz Heliopolisa i mit iz Hermopolisa). Otada je Nut odvojena od svog muža, ali mu je ipak uspjela roditi zvijezde i četiri djece. Također, Nutino dijete je i Ra, iako joj je zapravo pradjed. Naime, svake noći Nut guta Ra koji putuje kroz njezinu utrobu, pa ga ujutro opet iznova rađa. Crvene boje zore tumače se na dva načina - kao borba Ra i zmije Apopa, ili kao trag Nutine porođajne krvi. Nut je slavljena na mnogim festivalima i prikazivana na grobnicama i hramovima, ali nije imala svoj hram za štovanje, kao ni Geb. Na Tekstovima piramida nalaze se čarolije koje govore kako je Nut majka i stanište "Neuništivih zvijezda", a molitva upućena Nut glasi: "O, majko Nut, prenesi me među Neuništive zvijezde da nikada ne umrem." Egipćani su naime vjerovali da su zvijezde neuništive te da čovjek može izabrati nekoliko sudbina po želji. Jedna od njih bila je da čekaju Ra u podzemlju, a kad bi ušli u Raovu barku, on bi ih odveo na nebo gdje bi se pretvorili u zvijezde te zauvijek sjali. Zato je bilo nužno umilostivti Nut.

## Vanjske poveznice
|  | Zajednički poslužitelj ima još gradiva o temi Nut |

- Nut, Hrvatska enciklopedija
- Nut, Britannica